# Amstel Gold Race 1970
La 5e édition de la course cycliste, l'Amstel Gold Race a eu lieu le 18 avril 1970 et a été remportée  par le Belge  Georges Pintens.

## Classement final
| Pos. | Coureur            | Pays     | Équipe               | Temps           |
| ---- | ------------------ | -------- | -------------------- | --------------- |
| 1.   | Georges Pintens    | Belgique | Dr. Mann-Grundig     | 6 h 21 min 30 s |
| 2.   | Willy Van Neste    | Belgique | Dr. Mann-Grundig     | + 0 s           |
| 3.   | André Dierickx     | Belgique | Flandria-Mars        | + 22 s          |
| 4.   | Eric Leman         | Belgique | Flandria-Mars        | + 22 s          |
| 5.   | Jos Schoeters      | Belgique | Peugeot-Michelin-BP  | + 22 s          |
| 6.   | Frans Verbeeck     | Belgique | Geens-Watney-Diamant | + 22 s          |
| 7.   | Jan Krekels        | Pays-Bas | Caballero            | + 22 s          |
| 8.   | Eddy Merckx        | Belgique | Faemino              | m+ 22 s         |
| 9.   | Frans Melckenbeeck | Belgique | Goldor-Frijns-Elve   | + 22 s          |
| 10.  | Wim Schepers       | Pays-Bas | Caballero            | + 22 s          |